# Homomallium adnatum
Homomallium adnatum là một loài Rêu trong họ Hypnaceae. Loài này được (Hedw.) Broth. mô tả khoa học đầu tiên năm 1908.